# David Gonzalvez
David Gonzalvez (Marietta, 29 ottobre 1987) è un cestista statunitense, professionista in Europa.

## Palmarès
- Campionato austriaco: 1

Oberwart Gunners: 2010-11
- Campionato olandese: 1

EiffelTowers Den Bosch: 2011-12
- Supercoppa d'Olanda: 1

Den Bosch: 2013
- Campionato finlandese: 1

Kouvot: 2015-16